# José Manuel Moreiras
José Moreiras (Rosario, 16 de septiembre de 1976-República Dominicana, 30 de diciembre de 2019) fue un futbolista argentino. 
A inicios de 2010 fichó por el Sport Huancayo de Perú, aunque al poco tiempo tuvo que dejar el equipo por un problema con el cupo de extranjeros.
Murió a los 43 años a consecuencia de un paro cardiorrespiratorio. Unas horas antes había sido golpeado por un policía en República Dominicana, los golpes le provocaron un edema subdural del que iba a ser intervenido en el momento en el que se produjo el fallecimiento.

## Selección nacional
Fue citado a la selección de fútbol de Argentina sub-17 y participó en la Copa Mundial de Fútbol Sub-17 de 1993. La selección argentina no pudo pasar de fase y quedó eliminada en la primera ronda.

## Clubes
| Club                        | País      | Año       |
| --------------------------- | --------- | --------- |
| Rosario Central             | Argentina | 1995-1996 |
| Blooming                    | Bolivia   | 1997-1998 |
| Gimnasia y Esgrima de Jujuy | Argentina | 1999-2001 |
| Millonarios                 | Colombia  | 2001      |
| Olmedo                      | Ecuador   | 2001-2002 |
| Audaz Octubrino             | Ecuador   | 2003-2004 |
| Unión La Calera             | Chile     | 2005      |
| Liga de Portoviejo          | Ecuador   | 2005      |
| Liga Deportiva de Loja      | Ecuador   | 2006      |
| Brasilia                    | Ecuador   | 2007-2009 |
| Sport Huancayo              | Perú      | 2010      |

## Palmarés

### Copas internacionales
| Título        | Club            | País      | Año  |
| ------------- | --------------- | --------- | ---- |
| Copa Conmebol | Rosario Central | Argentina | 1995 |